# Глайхшалтунг
Глайхшалтунг (на немски: Gleichschaltung) е термин, използван от националсоциалистите в Нацистка Германия за контрол над социалните и политическите процеси. На практика глайхшалтунг е насилствено въвличане в нацистката идеология, политика, управление, за да се справи с плурализма и индивидуализма.

## Етимология
Нацисткият термин глайхшалтунг означава „синхронизиране“ или „привеждане в съответствие“, е процесът на нацификация, чрез който Адолф Хитлер – лидер на нацистката партия в Германия – установява система на тоталитарен контрол и съгласуваност на всички части на германското общество „от икономиката и търговските асоциации до медиите, културата и образованието “.
Въпреки че Ваймарската конституция де факто действа по време на диктатурата на Хитлер, почти пълна нацификация е постигната до 1935 г. с решенията, одобрени по време на митинга в Нюрнберг същата година, сливайки символите на партията и държавата (вижте Флаг на Третия райх) и лишавайки германските евреи от гражданството им в Германия (вижте Нюрнбергските закони). Принципите на Gleichschaltung, включително Нюрнбергските закони, се прилагат и за територии, окупирани от Германския райх.

## Терминология
Gleichschaltung е сложна дума, която произхожда от думите на немски: gleich (еднакъв) и на немски: schaltung (верига) и произлиза от термин в електротехниката, който означава, че всички ключове се поставят на същата верига, позволявайки да бъдат активирани чрез натискане на един главен ключ. Първото ѝ използване се приписва на Райхминистърът на правосъдието, Франц Гюртнер. Разнородно е превеждана „координация“, „нацификация на държавата и обществото“, „синхронизация“, и „привеждане в строй/съответствие“. Английски текстове често използват непреведената немска дума за да предадат уникалното ѝ историческо значение. В основния им труд по националсоциалистическия народен език, Nazi-Deutsch/Nazi-German: An English Lexicon of the Language of the Third Reich, историците Робърт Майкъл и Карин Доер определят Gleichschaltung като „затвърдяване“. Всички социални, политически и културни организации на германците да бъдат управлявани и ръководени според нацистките идеология и политика и всяко несъгласие да бъде отстранено. Това е според общото описание направено от историка Джейн Каплан, който определя термина като „съгласуването на германските институции в едно сплотено, нацифицирано цяло“

## История
Терминът е въведен от райхминистъра на правосъдието Франц Гюртнер и използван за първи път на 31 март 1933 г., според което държавната земя губи своя суверенитет в полза на райха.
Под лозунга глайхшалтунг са проведени и много други правни преобразувания, например, приет е закон за признаването на публичните корпорации (Закон за осигуряване на единството на партията и държавата), както и обединяване на постовете Райхспрезидент и Райхсканцлер (Закон за главата на Германската империя).
Този термин се използва, както и да се легитимира борбата с опозицията и на противниците на режима на националсоциализма, потискането на съперническите организации.
Глайхшалтунг означава и масивна идеологическа работа, особено сред младите хора, които са ангажирани в подчинените на режима асоциации и съюзи, като те се застъпват за отхвърлянето на индивидуалните стремежи и прилагането на идеологията на НСДАП. (виж Хитлерюгенд, Националсоциалистически германски съюз на студентите).
Най-важната задача е да се създаде едно общество, лоялно към режима, готово да следва указанията на управляващия елит, и в допълнение, упражняващо самоконтрол – най-малкия признак на опозиционни настроения да бъде потушен.

## Правно основание
Нацистите успяват да вкарат глайхшалтунг в действие благодарение на множество правни мерки, приети от правителството на Райха през 20-те месеца след 30 януари 1933 г., когато Адолф Хитлер става канцлер на Германия.